# Federazione Marchigiana BCC
La Federazione Marchigiana delle Banche di Credito Cooperativo, nota anche con l'acronimo FMBCC, costituisce l'organismo associativo delle Banche di Credito Cooperativo (BCC) della regione a cui fornisce rappresentanza, assistenza, consulenza e formazione.
La Federazione è, a sua volta, associata a Federcasse, la Federazione Italiana delle BCC-CR.